# Oculudentavis naga
Oculudentavis naga é uma espécie recém descoberta no gênero Oculudentavis. O réptil foi descoberto preservado em um âmbar no estado de Cachim em Myanmar. O réptil viveu há 99 milhões de anos atrás do Cenomaniano até o Maastrichtiano do Cretáceo Superior.